# Aclytia punctata
Aclytia punctata là một loài bướm đêm thuộc phân họ Arctiinae, họ Erebidae.